# Andy Schmetzer
Andy Schmetzer (Seattle, 26 aprile 1967) è un ex calciatore ed ex giocatore di calcio a 5 statunitense.

## Carriera
Con la nazionale di calcio a 5 degli Stati Uniti ha disputato il FIFA Futsal World Championship 1992 in cui gli statunitensi hanno colto il loro miglior risultato di sempre ricevendo la medaglia d'argento dopo la finale persa per 4-1 contro il Brasile